# Arena Botevgrad
L'arena Botevgrad è una arena polivalente situata nella città di Botevgrad.
I lavori di costruzione iniziarono nel 2012, e venne aperta il 29 marzo 2014. Al suo interno si svolgono anche manifestazioni culturali, eventi e concerti.